# Grace of Monaco
Grace of Monaco is een Amerikaanse-Franse filmbiografie uit 2014, geregisseerd door Ovier Dahan. Het verhaal is losjes gebaseerd op de Amerikaanse filmactrice Grace Kelly, die haar filmcarrière opgaf voor het sprookjeshuwelijk met prins Reinier III van Monaco.
De film opende het Filmfestival van Cannes op 14 mei 2014 en ging ook die dag in première in heel Frankrijk.

## Verhaal
In 1962 is de stadstaat Monaco in een politieke strijd verwikkeld met Frankrijk om de belastingwetten.  De echtgenote van prins Reinier III van Monaco, actrice en prinses Grace Kelly doet wat in haar vermogen ligt om een staatsgreep te voorkomen.

## Rolverdeling
| Acteur                 | Personage                  |
| ---------------------- | -------------------------- |
| Nicole Kidman          | Grace Kelly                |
| Tim Roth               | Prins Reinier III          |
| Paz Vega               | Maria Callas               |
| Milo Ventimiglia       | Rupert Allen               |
| Parker Posey           | Madge Tivey-Faucon         |
| Derek Jacobi           | Graaf Fernando D'Aillieres |
| Frank Langella         | vader Francis Tucker       |
| Olivier Rabourdin      | Émile Pelletier            |
| Roger Ashton-Griffiths | Alfred Hitchcock           |
| Geraldine Somerville   | Prinses Antoinette         |

- Zie ook: Grace Kelly (film) een televisiefilm uit 1983.